# Фуксова особая точка
В теории дифференциальных уравнений с комплексным временем, точка {\displaystyle t=t_{0}\in \mathbb {C} } называется фуксовой особой точкой линейного дифференциального уравнения
{\displaystyle {\dot {z}}=A(t)z,\quad z\in \mathbb {C} ^{n},\quad t\in \mathbb {C} ,}
если матрица системы A(t) имеет в ней полюс первого порядка. Это — простейшая возможная особенность линейного дифференциального уравнения с комплексным временем. 
Говорят также, что {\displaystyle t=\infty } является фуксовой особой точкой, если точка {\displaystyle s=0} оказывается фуксовой после замены {\displaystyle t=1/s}, иными словами, если матрица системы {\displaystyle A(t)} стремится к нулю на бесконечности. 

## Простейший пример
Одномерное дифференциальное уравнение {\displaystyle {\dot {z}}={\frac {a}{t}}z} имеет фуксову особую точку в нуле, а его решениями являются (вообще говоря, многозначные) функции {\displaystyle z(t)=C\cdot t^{a}}. При обходе вокруг нуля решение при этом умножается на {\displaystyle \lambda =e^{2\pi ia}}.

## Рост решений и отображение монодромии
При приближении к фуксовой особой точке в любом секторе норма решения растёт не быстрее, чем полиномиально:
{\displaystyle \|z(t-t_{0})\|\leq C\|t-t_{0}\|^{-N}}
для некоторых констант {\displaystyle C} и {\displaystyle N}. Тем самым, всякая фуксова особая точка является регулярной.

## 21-я проблема Гильберта
Двадцать первая проблема Гильберта состояла в том, чтобы при заданных точках на сфере Римана и представлении фундаментальной группы дополнения к ним построить систему дифференциальных уравнений с фуксовыми особенностями в этих точках, для которой монодромия оказывается заданным представлением. Долгое время считалось, что эта проблема была положительно решена Племелем (опубликовавшим решение в 1908 году), однако в его решении в 1970-х годах Ю. С. Ильяшенко была обнаружена ошибка. На самом деле, конструкция Племеля позволяла строить требуемую систему при диагонализуемости хотя бы одной из матриц монодромии.
В 1989 году А. А. Болибрухом был опубликован пример набора особых точек и матриц монодромии, который не может быть реализован никакой фуксовой системой — тем самым, отрицательно решающий проблему.